# Lepanthes hollymountensis
Lepanthes hollymountensis är en orkidéart som beskrevs av Carlyle August Luer och H.P.Jesup. Lepanthes hollymountensis ingår i släktet Lepanthes och familjen orkidéer. Inga underarter finns listade i Catalogue of Life.